# Burila Mare
Burila Mare est une commune roumaine du județ de Mehedinți, dans la région historique de l'Olténie et dans la région de développement du Sud-Ouest.

## Géographie
La commune de Burila Mare est située dans le sud du județ, sur la rive gauche du Danube, à la frontière avec la Serbie, à 35 km au sud de Drobeta Turnu-Severin, la préfecture du județ.
La commune est composée des cinq villages suivants (population en 2002) :
- Burila Mare (799), siège de la municipalité ;
- Crivina (875) ;
- Izvoru Frumos (315) ;
- Țigănași (444) ;
- Vrancea (316).

## Religions
En 2002, 99,27 % de la population était de religion orthodoxe.

## Démographie
En 2002, 98,47 % de la population était roumaine et 1,41 % tsigane.
| 2002  | 2007  |
| ----- | ----- |
| 2 749 | 2 218 |

## Économie
L'économie de la commune est basée sur l'agriculture (céréales, légumes) et la pisciculture.

## Lieux et monuments
- Réserve forestière Padurea Bunget.